# Sindrome da ipersensibilità dei recettori della tosse
La sindrome da ipersensibilità dei recettori della tosse, spesso abbreviata in SIRT, è una sindrome a carico delle vie aeree.  La tosse può essere più frequentemente secondaria a asma bronchiale, malattia da reflusso gastroesofageo, o ad una condizione mal definita caratterizzata da rinorrea.
Diversi studi dimostrano che le donne hanno un accresciuto riflesso della tosse all'inalazione della capsaicina, acido citrico e acido tartarico. Può colpire i bambini soprattutto in età prescolare e si presenta con una tosse stizzosa, di solito nelle ore serali e notturne. Non necessariamente compare in bambini asmatici e risponde scarsamente, in linea generale, ai broncodilatatori, come i beta 2 agonisti selettivi e ai cortisonici. Qualche risultato lievemente superiore può essere ottenuto con la somministrazione di codeina.
La diagnosi di SIRT viene effettuata con il test della capsaicina che, nei soggetti affetti, è capace di evocare un attacco tussivo a dosi più basse rispetto a soggetti sani.